# Kepler-9 c
Kepler-9 с — одна из трёх известных экзопланет в системе Kepler-9. Открыта космическим телескопом «Кеплер». Имеет орбитальный период 38,91 дня.